# Veselský kopec
Veselský kopec (německy Wessiedelberg) s nadmořskou výškou 557 m je nejvyšší vrchol Spálovské vrchoviny (subprovincie Vítkovské vrchoviny v pohoří Nízký Jeseník). Veselský kopec se nachází v katastru obce Veselí, části města Odry v okrese Nový Jičín v Moravskoslezském kraji. Kopec nabízí výhledy na okolní Nízký Jeseník, Moravskou bránu a Moravskoslezské Beskydy. Vrchol kopce se nachází na louce. Nedaleko vrcholu kopce, přibližně jižním směrem se nachází Veselská rozhledna. Kopec je využíván k pastvě dobytka a jsou na něm umístěny věže vysílačů radiového signálu (vysílač Veselský kopec).
Ve svazích kopce pramení Vráženský potok, Stodolní potok, Bělotínský potok a další bezejmenné potůčky.

## Další informace
Nedaleko, východním směrem se nachází Flascharův důl.